# Ambassade de Guinée en Malaisie
L'ambassade de Guinée en Malaisie est la mission diplomatique officielle de la république de Guinée en République islamique d'Malaisie, située à Kuala Lumpur.

## Liste des ambassadeurs
| N° | Nom et prénoms       | titre de fonction   | Début           | Fin             |
| -- | -------------------- | ------------------- | --------------- | --------------- |
| 01 | Mohamed Lamine Condé | ambassadeur         |                 | 4 février 2022  |
| 02 | Aboubacar Touré      | Chargé des affaires | 9 février 2022  | 24 janvier 2024 |
| 03 | Koumba Diop          | Ambassadrice        | 24 janvier 2024 | En cours        |

## Voir également
- Liste des missions diplomatiques de la Guinée

## Liens
- https://www.embassypages.com/guinee-ambassade-kualalumpur-malaisie